# Vladas Bakūnas
Vladas Bakūnas (ur. 14 października 1910 r. w Kibartach, zm. 20 marca 1996 w Pembroke) – litewski lekkoatleta specjalizujący się w biegach sprinterskich.
Bakūnas startował w latach 1933-1936. Pierwszy występ Litwina na arenie międzynarodowej miał miejsce w 1934 roku podczas I Mistrzostw Europy w Turynie. Wziął udział w jednej konkurencji. Na dystansie 400 metrów zajął piąte miejsce w swoim biegu eliminacyjnym i z nieznanym czasem odpadł z dalszej rywalizacji. 
Rekordzista Litwy na dystansach 100 (11,0 sekund) i 400 metrów (51,1 sekundy).